# Фридан (Португалия)
Фридан (порт. Fridão) — район (фрегезия) в Португалии, входит в округ Порту. Является составной частью муниципалитета Амаранте. По старому административному делению входил в провинцию Дору-Литорал. Входит в экономико-статистический субрегион Тамега, который входит в Северный регион. Население составляет 845 человек на 2001 год. Занимает площадь 6,20 км².